# Laternaria candelaria
Espèce
Laternaria candelaria est une espèce d'insectes hémiptères de la famille des Fulgoridae, une espèce de cicadelles et, comme telle, végétarienne. Elle se nourrit de la sève des arbres comme les litchis et les longaniers entre autres. Comme la plupart des hémiptères, elle possède une pièce buccale en forme d'aiguille qu'elle utilise pour percer l'écorce des arbres et atteindre la sève.

## Répartition
Laos, Thaïlande et d'autres régions du sud de l'Asie.